# فرانتس بورکنائو

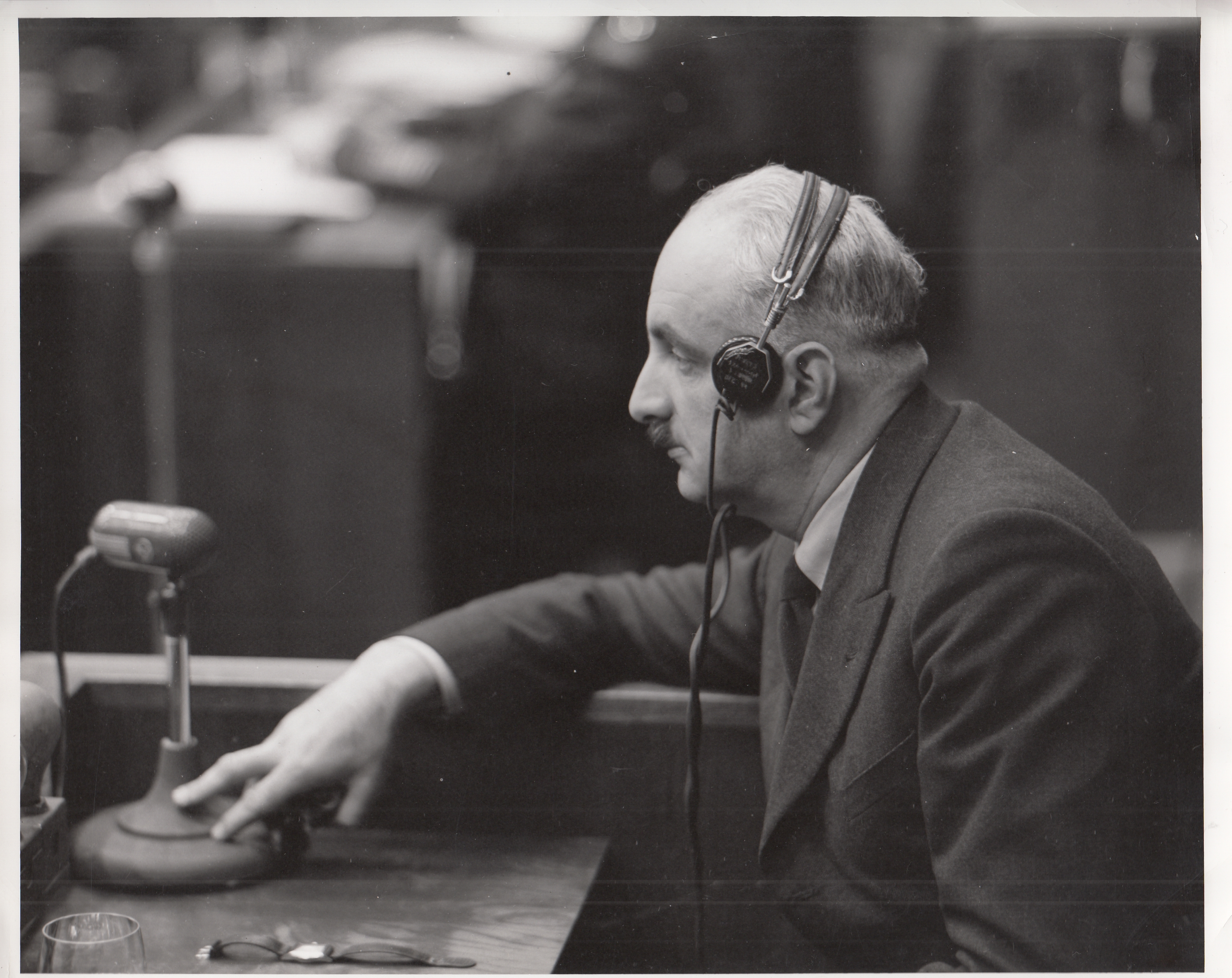
نگارهٔ فرانتز بورکنائو، نویسنده و مورخ اتریشی - ۱۹۴۶

فرانتز بورکنائو (۱۵ دسامبر ۱۹۰۰ – ۲۲ مه ۱۹۵۷) نویسنده، مورخ و ناشر اهل اتریش بود. او در وین متولد شد و پدرش یک کارمند بود. در دانشگاه لایپزیگ درس خواند و بعد به مارکسیسم و فلسفه علاقه‌مند شد. او به خاطر ایجاد تئوری تمامیت‌خواهی شهره است. بورکنائو یک یهودی بود و پیش از شروع جنگ جهانی دوم به اسپانیا رفت و برای تیپ‌های بین‌المللی در جنگ داخلی جنگید.